# آلفا گرگ
آلفا گرگ یک ستاره است که در صورت فلکی گرگ قرار دارد.